# British Covered Court Championships
Il British Covered Court Championships è un torneo professionistico di tennis giocato su campi indoor. Nel 1971 ha fatto parte del Women's International Grand Prix 1971. Si giocava annualmente a Londra in Gran Bretagna. La prima edizione risale al 1885.

## Albo d'oro

### Singolare
| Anno | Campionessa      | Finalista      | Punteggio   |
| ---- | ---------------- | -------------- | ----------- |
| 1971 | Billie Jean King | Françoise Dürr | 6-1 5-7 7-5 |

### Doppio
| Anno | Campionesse                  | Finaliste                             | Punteggio   |
| ---- | ---------------------------- | ------------------------------------- | ----------- |
| 1971 | Françoise Dürr Virginia Wade | Evonne Goolagong Cawley Julie Heldman | 3-6 7-5 6-3 |